# Kennacraig
Kennacraig est un hameau situé sur la rive du West Loch Tarbert, à quelques kilomètres au sud de Tarbert dans la péninsule du Kintyre.
De là, les ferries de la compagnie Caledonian MacBrayne desservent Port Ellen et Port Askaig sur l'île d'Islay.